# Eleição geral no Zimbábue em 2013
Eleições gerais foram realizadas no Zimbábue em 31 de julho de 2013. O presidente em exercício, Robert Mugabe, foi reeleito, enquanto seu partido ZANU-PF ganhou uma maioria de dois terços na Assembleia Nacional.

## Contexto
Esta foi a primeira eleição realizada sob a nova constituição aprovada em um referendo em março de 2013 e assinada em lei pelo presidente Robert Mugabe em 22 de maio. A Suprema Corte decidiu em 31 de maio que o presidente Mugabe deveria definir uma data o mais rápido possível, e que as eleições presidenciais e parlamentares devem ser realizadas até 31 de julho. A decisão seguiu um pedido ao tribunal feito por um cidadão zimbabuano, Jealousy Mawarire, exigindo que o presidente do país definisse a data para as eleições antes do término do mandato do parlamento, em 29 de junho de 2013. Sob a nova constituição, o vencedor da eleição presidencial cumpriria um mandato de 5 anos.

## Candidatos
| Nome                                     | Partido                                                 |
| ---------------------------------------- | ------------------------------------------------------- |
| Robert Mugabe                            | União Nacional Africana do Zimbabwe - Frente Patriótica |
| Welshman Ncube                           | Movimento pela Mudança Democrática                      |
| Morgan Tsvangirai                        | Movimento para a Mudança Democrática                    |
| Dumiso Dabengwa                          | União do Povo Africano do Zimbabwe                      |
| Kisinoti Mukwazhe (candidatura retirada) | Partido do Desenvolvimento do Zimbábue                  |

## Resultados

### Presidente
| Candidato                            | Partido                                | Votos     | %     |
| ------------------------------------ | -------------------------------------- | --------- | ----- |
| Robert Mugabe                        | ZANU-PF                                | 2,110,434 | 61.88 |
| Morgan Tsvangirai                    | MMD-Tsvangirai                         | 1,172,349 | 34.37 |
| Galês Ncube                          | MMD-Ncube                              | 92,637    | 2.72  |
| Dumiso Dabengwa                      | União do Povo Africano do Zimbábue     | 25,416    | 0.75  |
| Kisinoti Mukwazhe                    | Partido do Desenvolvimento do Zimbábue | 9,931     | 0.29  |
| Total                                | Total                                  | 4,410,767 | 100.0 |
|                                      |                                        |           |       |
| Votos válidos                        | Votos válidos                          | 3,410,767 | 98.01 |
| Votos inválidos/em branco            | Votos inválidos/em branco              | 69,280    | 1.99  |
| Total de votos                       | Total de votos                         | 3,480,047 | 100.0 |
| Eleitores registrados/comparecimento | Eleitores registrados/comparecimento   | 5,874,115 | 59.24 |
| Fonte: Guia Eleitoral do IFES        |                                        |           |       |

### Assembleia Nacional
|                                               |           |        |          |          |          |          |
| Partido                                       | Votos     | %      | Assentos | Assentos | Assentos | Assentos |
| Partido                                       | Votos     | %      | Comuns   | Mulheres | Total    |          |
| ZANU-PF                                       | 2,143,804 | 63.16  | 159      | 37       | 196      |          |
| MMD-Tsvangirai                                | 1,015,513 | 29.92  | 49       | 21       | 70       |          |
| MMD-Ncube                                     | 155,669   | 4.59   | 0        | 2        | 2        |          |
| União do Povo Africano do Zimbábue            | 19,235    | 0.57   | 0        | 0        | 0        |          |
| Mavambo/Kusile/Dawn                           | 6,703     | 0.20   | 0        | 0        | 0        |          |
| Congresso FreeZim                             | 1,405     | 0.04   | 0        | 0        | 0        |          |
| ZANU-Ndonga                                   | 1,350     | 0.04   | 0        | 0        | 0        |          |
| Movimento Unido pela Democracia               | 1,315     | 0.04   | 0        | 0        | 0        |          |
| Aliança Khumbula Ekhaya                       | 536       | 0.02   | 0        | 0        | 0        |          |
| Democratas Cristãos Multi-Raciais             | 868       | 0.03   | 0        | 0        | 0        |          |
| Movimento Progressista e Inovador do Zimbábue | 351       | 0.01   | 0        | 0        | 0        |          |
| Frente da Liberdade                           | 200       | 0.01   | 0        | 0        | 0        |          |
| Congresso pela Verdadeira Democracia          | 147       | 0.00   | 0        | 0        | 0        |          |
| Partido do Desenvolvimento do Zimbábue        | 145       | 0.00   | 0        | 0        | 0        |          |
| União Democrática Popular                     | 76        | 0.00   | 0        | 0        | 0        |          |
| Movimento Popular do Zimbábue                 | 70        | 0.00   | 0        | 0        | 0        |          |
| Voz do Povo                                   | 38        | 0.00   | 0        | 0        | 0        |          |
| Independentes                                 | 46,611    | 1.37   | 2        | 0        | 2        |          |
| Total                                         | 3,394,036 | 100.00 | 210      | 60       | 270      |          |
|                                               |           |        |          |          |          |          |
| Fonte: Psephos, CLEA, Psephos                 |           |        |          |          |          |          |

### Senado
| Partido                            | Votos     | %      | Assentos |
| ---------------------------------- | --------- | ------ | -------- |
| ZANU-PF                            | 2,145,250 | 64.27  | 37       |
| MMD-Tsvangirai                     | 1,021,347 | 30.60  | 21       |
| MMD-Ncube                          | 157,356   | 4.71   | 2        |
| União do Povo Africano do Zimbábue | 11,826    | 0.35   | 0        |
| Mavambo/Kusile/Dawn                | 1,944     | 0.06   | 0        |
| Aliança Khumbula Ekhaya            | 380       | 0.01   | 0        |
| Chefes                             |           |        | 18       |
| Pessoas com deficiência            |           |        | 2        |
| Total                              | 3,338,103 | 100.00 | 80       |
|                                    |           |        |          |
| Fonte: Universidade de Oslo        |           |        |          |